# Karabaj (región económica)
La región económica de Karabaj (en azerí: Qarabağ iqtisadi rayonu) es una de las regiones económicas de Azerbaiyán. La región económica incluye los raiones administrativos de Aghyabadi, Agdam, Agdara, Bardá, Fuzuli, Jóyali, Joyavend, Shusha, Tartar y la ciudad de Jankendi. Tiene una superficie de 8.990 kilómetros cuadrados. Su población (incluidos los refugiados y los desplazados internos que viven fuera de la región económica) se estimaba en 904.500 habitantes en enero de 2021.

## Historia
La Región Económica de Karabaj se creó el 7 de julio de 2021 en el marco de una reforma del sistema de regiones económicas de Azerbaiyán. Su territorio correspondía en su mayor parte a la Región Económica del Alto Karabaj antes de 2021, que incluía los distritos de Aghdam, Tartar, Khojavend, Khojaly, Shusha, Jabrayil, Fuzuli y la ciudad de Khankendi.
El 19 de septiembre de 2023 Azerbaiyán expulsa al gobierno de la república de Artsaj, el cual administró gran parte del territorio desde la década de 1990. Los armenios étnicos nativos huyeron del territorio y se produjo una crisis de refugiados.